# Bürgenstock
Le Bürgenstock est un sommet des Alpes uranaises en Suisse.
À l'exception d'une petite partie de son versant nord qui fait partie du territoire de la ville de Lucerne dans le canton du même nom, le Bürgenstock se trouve sur les communes d'Ennetbürgen et de Stansstad, dans le canton de Nidwald.

## Histoire
Sur les versants de la montagne qui est, depuis 1872, un lieu de vacances, plusieurs hôtels de luxe ainsi qu'un centre de congrès ont été construits, le Bürgenstock Resort. L'ouverture du funiculaire en 1889 a encore développé la demande d'hébergement.
C'est au Bürgenstock Resort qu'ont lieu des réunions du groupe Bilderberg du 15 au 18 juin 1981 et du 8 au 11 juin 1995,. En 2004, y ont lieu les négociations entre Chypriotes grecs et turcs sur la question de l'adhésion à l'Union européenne. Du 15 au 16 juin 2024 s'y déroule la Conférence de haut niveau sur la paix en Ukraine avec des dirigeants de 92 pays ; la déclaration finale compte 84 signataires.

## Transport
Accessible principalement par bateau via le lac des Quatre-Cantons, la montagne est également reliée par une petite route qui rejoint le départ du funiculaire. Pour rejoindre le sommet, il est également possible d'emprunter l'ascenseur du Hammetschwand, plus haut ascenseur extérieur d'Europe avec une arrivée à 1 132 mètres d'altitude.